# Góra Szeska

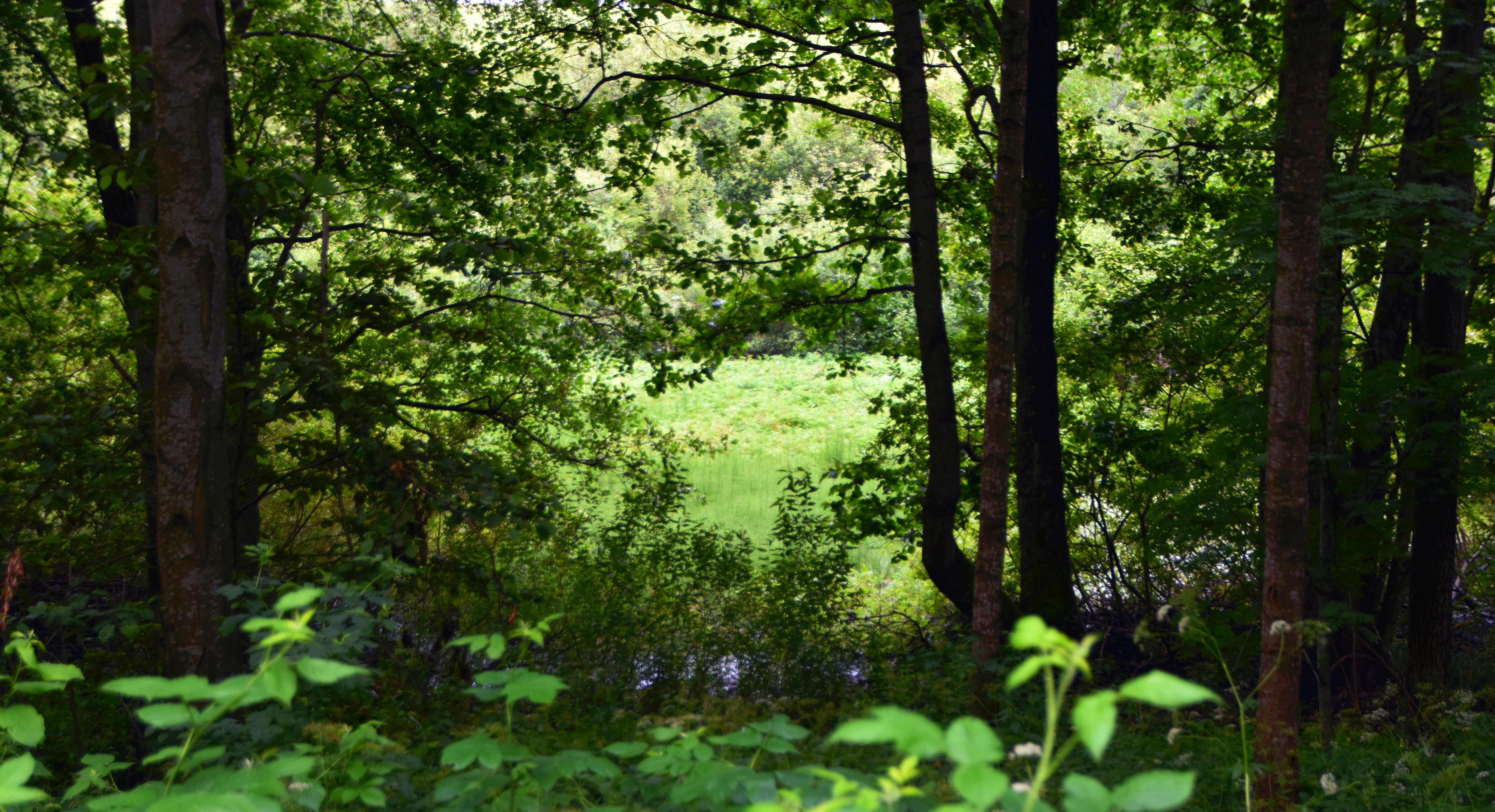
Torfowisko u podnóża Góry Szeskiej.

Góra Szeska – wzniesienie o wysokości 309 m n.p.m. Jest to najwyższe wzniesienie Pojezierzy Wschodniobałtyckich, bardziej szczegółowo Pojezierza Mazurskiego, leżące pomiędzy wsiami Szeszki i Rudzie, na Wzgórzach Szeskich. Jest to drugie co do wysokości wzgórze w Polsce północno-wschodniej po Dylewskiej Górze (312 m). Znajduje się administracyjnie w gminie Kowale Oleckie, w powiecie oleckim, w woj. warmińsko-mazurskim. Góra Szeska jest trzecią pod względem izolacji topograficznej górą w Polsce. Jest najwyższym szczytem w promieniu ponad 170 km.